# Diomedea sanfordi
El albatros real del norte (Diomedea sanfordi) es una especie de ave procelariforme de la familia Diomedeidae que vive en los océanos templados del hemisferio sur. La especie fue separado del albatros real del sur en 1998, aunque todavía algunos científicos consideran que ambos forman una única especie como albatros real.

## Etimología
Su nombre genérico Diomedea hace referencia a Diomedes, cuyos acompañantes se convertían en aves.

## Taxonomía
Los albatros pertenecen a la familia Diomedeidae que forma parte del orden Procellariiformes, junto a los petreles, fulmares, paíños y pardelas. Por ello todos comparten ciertas características. En primer lugar tienen conductos nasales que sobresalen en la parte superior del pico, aunque las narinas de los albatros están a los lados del pico. Los picos de los procelariformes también son únicos por estar divididos entre siete y nueve placas óseas. Además sus estómagos producen un aceite compuesto por ésteres de cadena larga y triglicéridos que almacenan en el proventrículo. Lo usan tanto como alimento rico en energía para sus pollos y sustentarse durante sus largos vuelos como para expelerlo contra los depredadores.
El albatros real del norte fue descrito científicamente por Robert Cushman Murphy en 1917, basándose en un espécimen de las islas Chatham.

## Descripción
El albatros real del norte mide una media de 115 cm de largo, pesa entre 6,2 y 8,2 kg y tiene una envergadura alar de entre 270 y 305 cm. Los individuos adultos tienen el plumaje blanco, con la excepción de la parte superior de las alas y el borde de la parte inferior que son negros. Los juveniles en cambio tienen las alas de color pardo oscuro y tienen motas negras en el píleo y el obispillo, además de la punta de la cola negra. Los individuos de todas las edades tienen el pico y las patas rosados. En el mar el albatros real del norte puede distinguirse del albatros real del sur por el color de la parte superior de sus alas, que son totalmente de color oscuro mientras que en el del sur aparecen grandes zonas blancas. Ambas especies también se distinguen por su comportamiento.

## Comportamiento

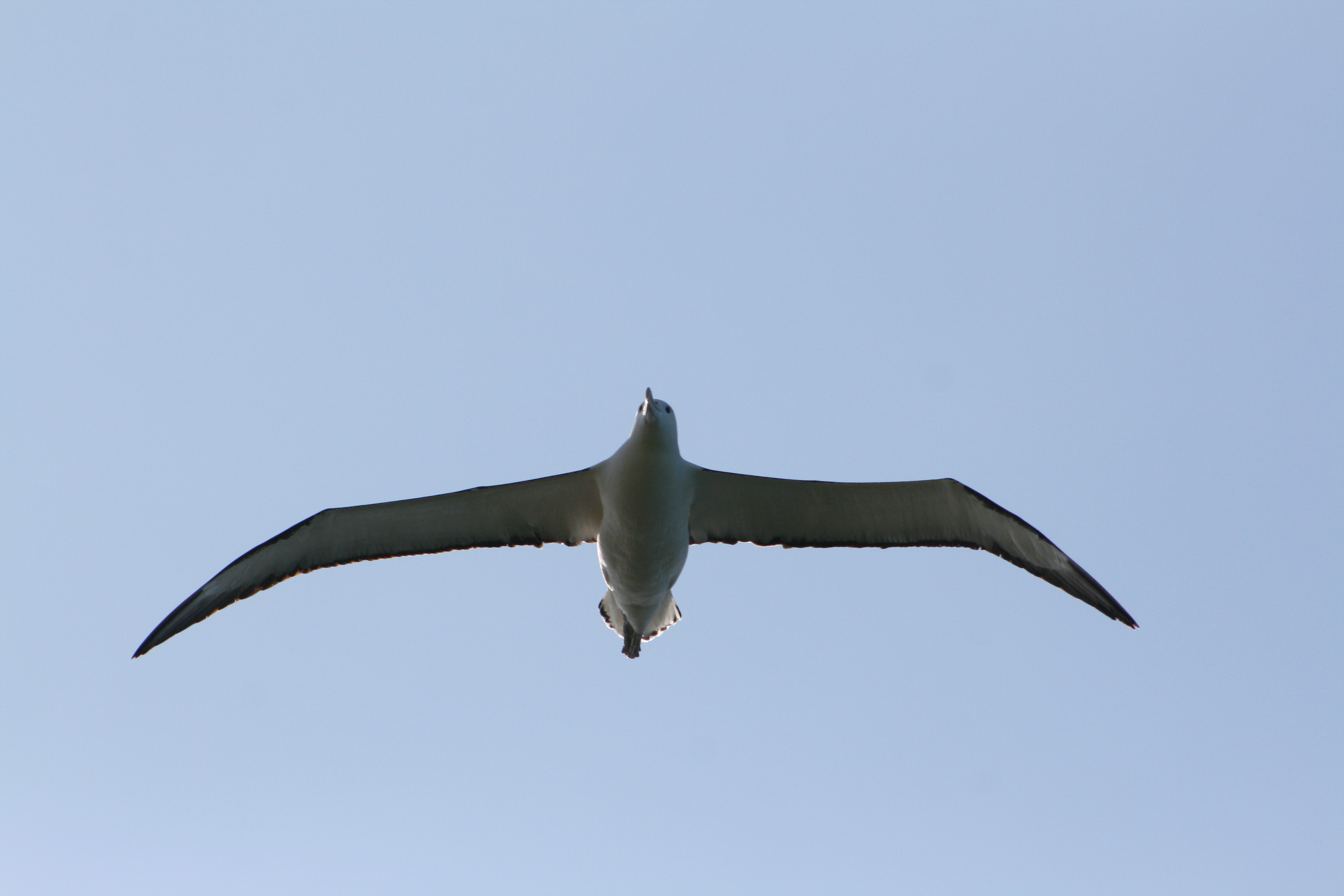
Vista inferior

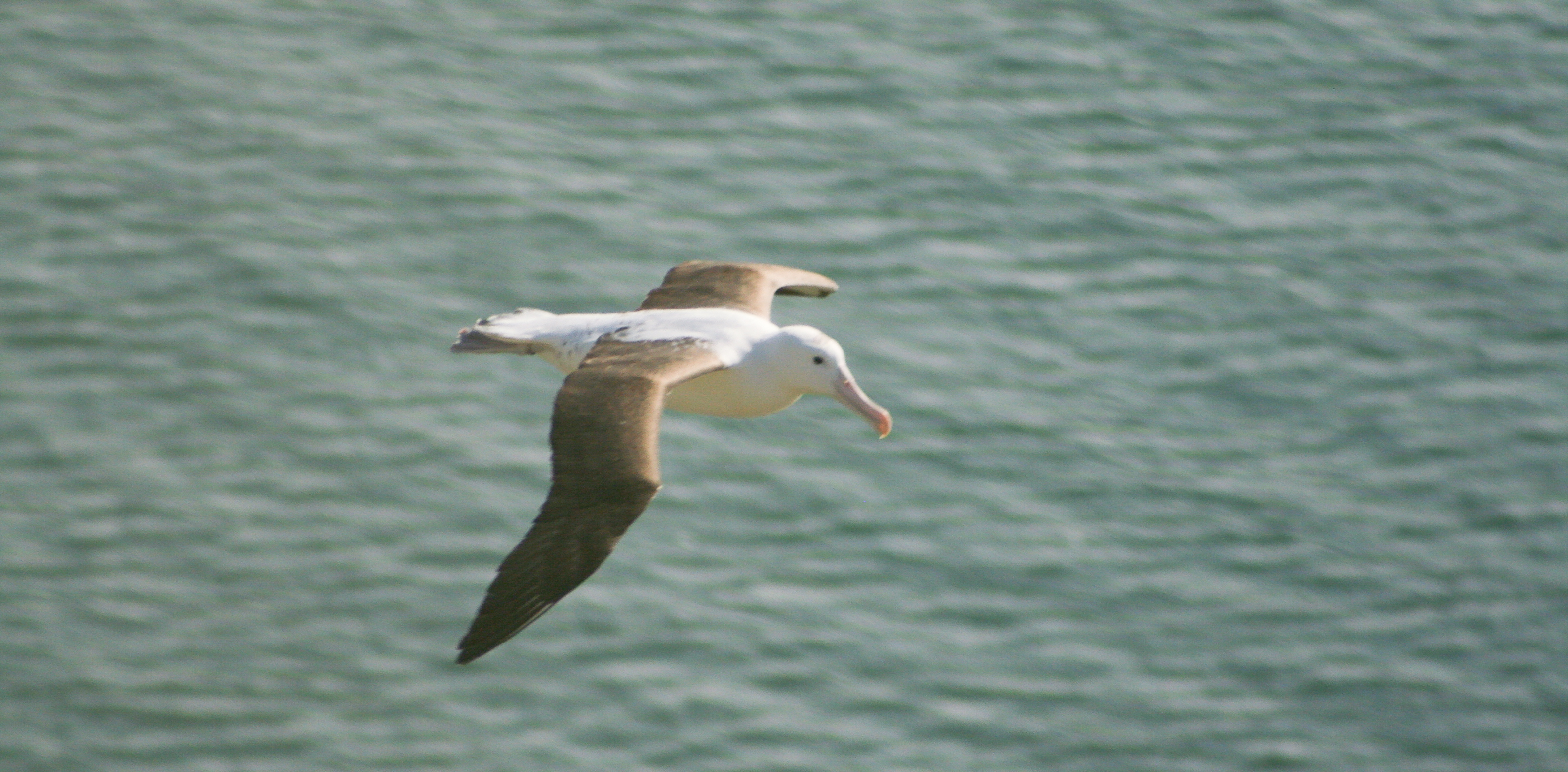
En vuelo.

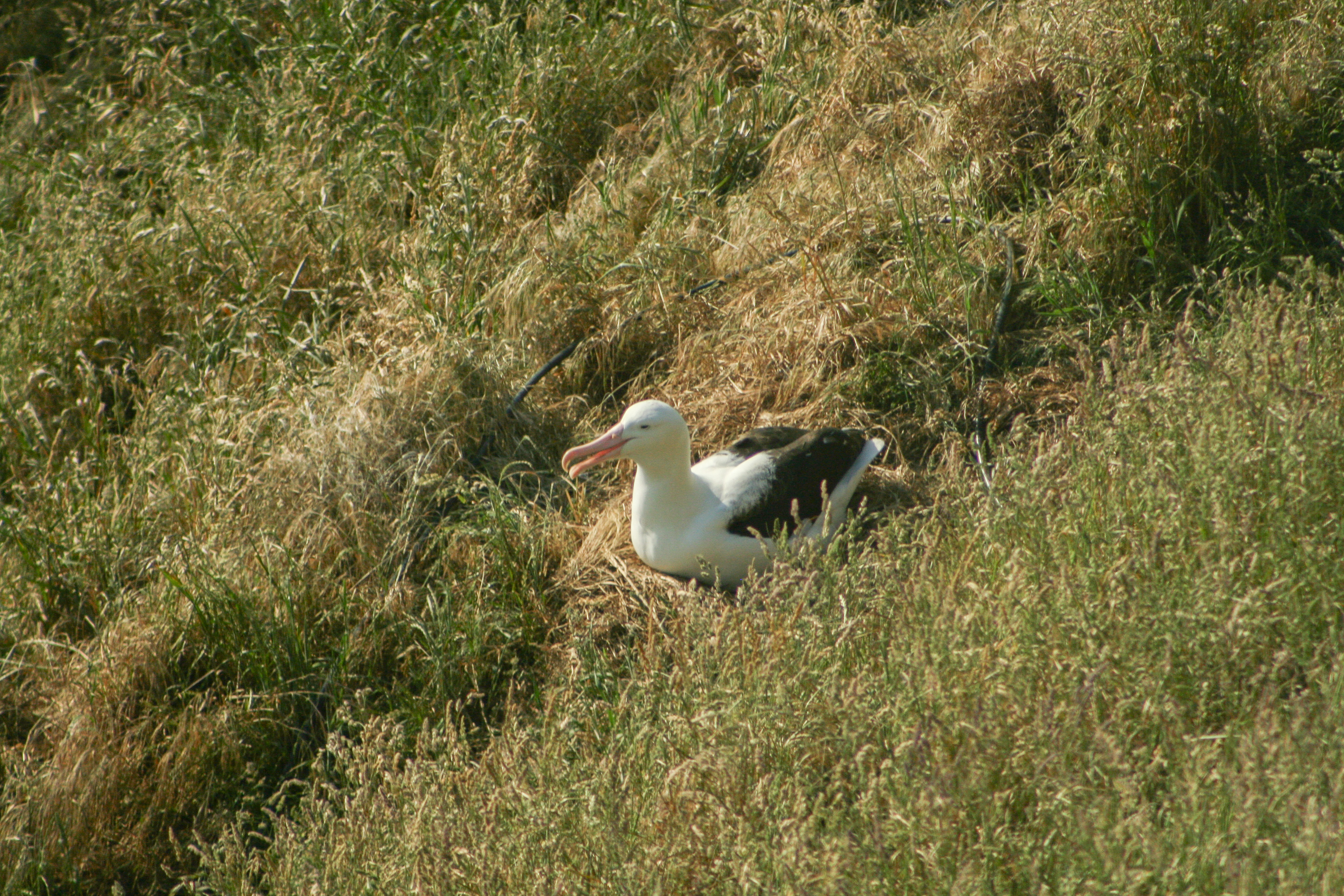
En tierra.

### Alimentación
El albatros real del sur se alimenta de cefalópodos, peces, crustáceos, salpas y carroña. Los calamares forman la principal parte de su dieta pudiendo suponer un 85% de ella.

### Reproducción
Realizan una parada muy intensa en grupo o por parejas, a veces en el aire o en el agua. Una vez que se forman los lazos de pareja las paradas se simplifican. La madurez sexual empieza a los ocho años. Se reproducen cada dos años, y anidan en el suelo de las islas que frecuentan. Prefieren construirlo sobre la hierba y el nido consiste en un pequeño montón de materia vegetal, barro y plumas. Ponen un solo huevo, entre octubre y noviembre, que incuban ambos miembros de la pareja durante unos 80 días y el pollo tardará en desarrollarse unos 240 días. Sus colonias de cría son más densas que las de otros grandes albatros. 
| Localización           | Población           | Fecha | Tendencia  |
| Islas Chatham          | 6.500-7.000 parejas | 1998  | En declive |
| Taiaroa Head, isla Sur | 25 parejas          | 1998  | En declive |
| Total                  | 17.000              | 1998  | En declive |

## Distribución
Los albatros reales del norte anidan en las islas Chatham (islas Forty-fours, Big Sister y Little Sister), la isla Enderby en las islas Auckland y en Taiaroa Head en la península de Otago, Nueva Zelanda. La colonia de Taiaroa Head es la única colonia de albatros en una zona habitada por el hombre. Fuera de la época de cría los albatros reales del norte emprenden vuelos por los océanos circumpolares del sur, en particular por la corriente de Humboldt y la plataforma patagónica.

## Conservación
Los albatros reales del norte están clasificados como especie en peligro por la UICN, se extienden por una zona de 64.300.000 km², con una área de reproducción de 8 km². Entre 5.200 y 5.800 parejas crían en las islas Chatham anualmente y unas 25 parejas en Taiaroa Head y 2 parejas en la isla Enderby, de un total aproximado de 17.000 aves, aunque este es un cálculo de 1991. Su principal zona de cría en las islas Chatham ha sido dañada seriamente por una serie de intensas tormentas que ha reducido la cantidad de materiales para sus nidos y por ello ha disminuido su éxito reproductivo. Los pollos y huevos de las aves que anidan en la isla Sur además sufren la depredación de las especies introducidas como los gatos, los armiños y las moscas verdes, Su principal amenaza es la pesca con palangre, aunque esta se ha reducido.
Para ayudar a la conservación de la especie se realizan programas de anillamiento, se controlan los depredadores en Taiaroa Head durante la estación de cría, tanto como las islas Chatham que no los tienen. La isla Enderby y Taiaroa Head son reservas naturales, y el departamento de conservación elimina al ganado asilvestrado, los conejos y ratones de Enderby des 1993.
Gracias a los esfuerzos de L. E. Richdale, la colonia de Taiaroa Head se protegió 1950. En 1972 se realizó la primera observación organizada para el público, y en 2001 más de 100.000 personas visitaron el área para observar a esta especie.